# Плютей
Плютей (Pluteus) — рід грибів родини Pluteaceae. Назва вперше опублікована 1836 року.

## Опис
Ростуть на деревині або деревних залишках.
Споровий порошок насичено-рожевий, надає рожевий відтінок спочатку блідим пластинам.
Пластині не прикріплені до ніжки.
Вульви та кільця немає (виняток: рідкісний нещодавно перекваліфікований північноамериканський вид Pluteus mammillatus, раніше Chamaeota sphaerospora).
Мікроскопічно вони часто мають рясні, характерні цистди. Спори гладкі і яйцеподібні.

## Поширення та середовище існування
В Україні зростають:
- Pluteus atromarginatus
- Pluteus aurantiorugosus
- Pluteus cervinus — Плютей бурий, оленячий гриб — добрий їстівний гриб[4].
- Pluteus chrysophaeus (Pluteus luteovirens, Pluteus galeroides, Pluteus xanthophaeus)
- Pluteus cinereofuscus
- Pluteus cyanopus
- Pluteus ephebeus
- Pluteus hiatulus
- Pluteus hispidulus
- Pluteus leoninus
- Pluteus nanus
- Pluteus pellitus
- Pluteus petasatus
- Pluteus phlebophorus
- Pluteus podospileus
- Pluteus romellii
- Pluteus salicinus
- Pluteus semibulbosus
- Pluteus thomsonii
- Pluteus umbrosus

## Галерея

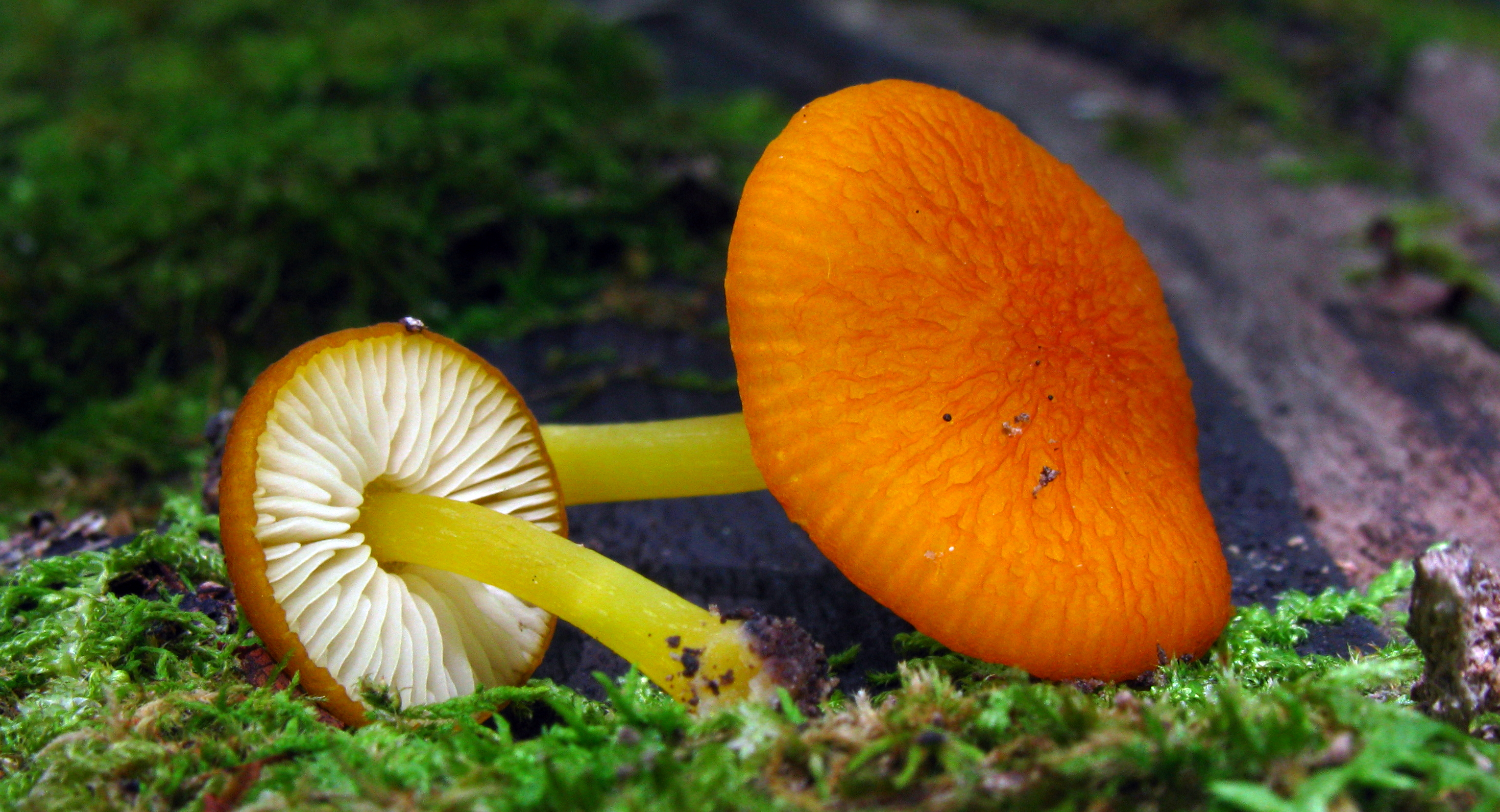
Pluteus admirabilis
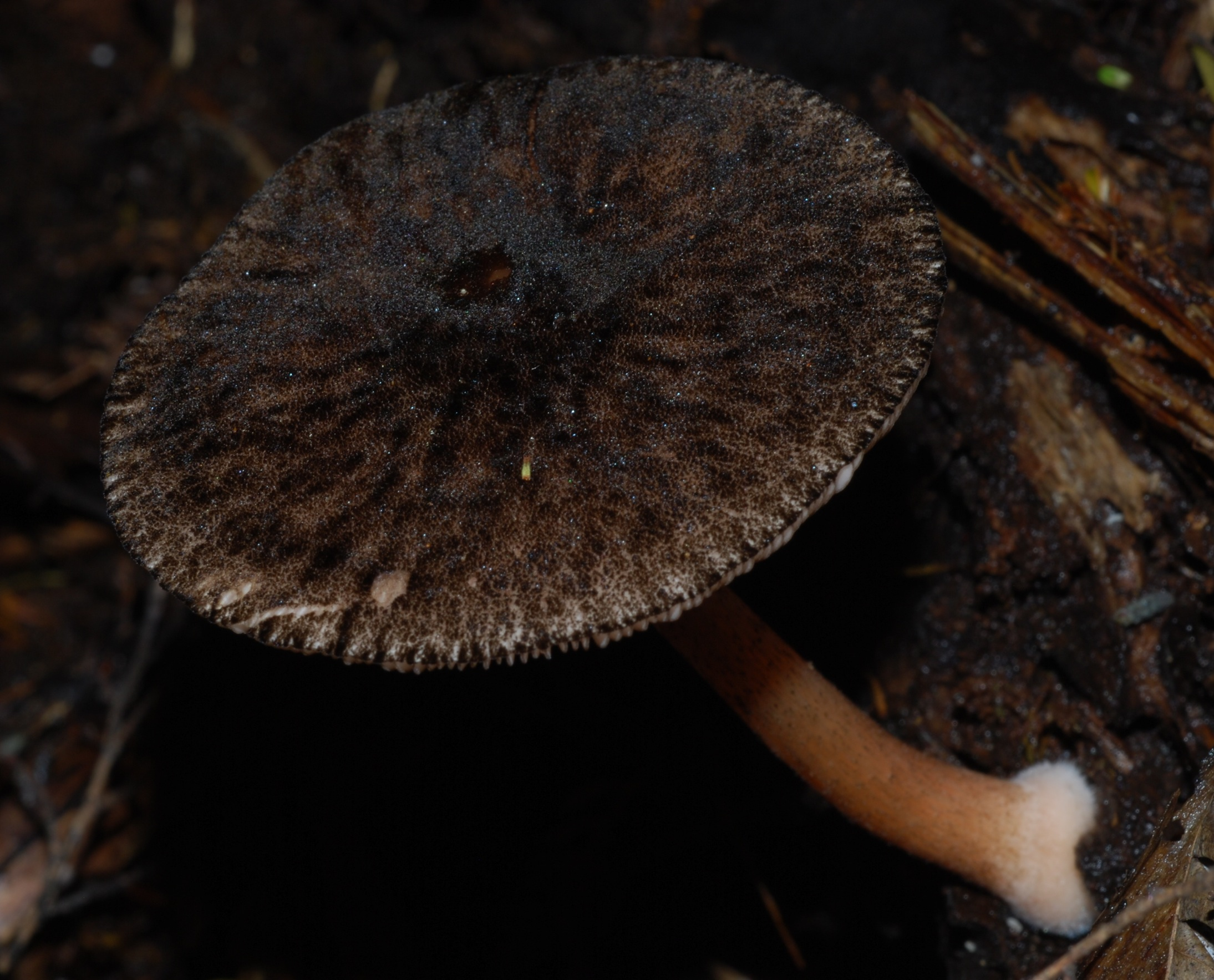
Pluteus perroseus
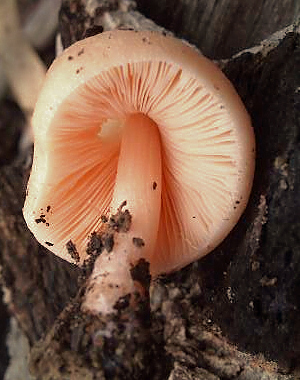
Pluteus roseipes